# Echenais lemonias
Echenais lemonias är en fjärilsart som beskrevs av Bates 1868. Echenais lemonias ingår i släktet Echenais och familjen Riodinidae. Inga underarter finns listade i Catalogue of Life.